# Közösségi kölcsön
A személyközi hitelezés (peer-to-peer, p2p, azaz egyenrangú felek közötti hitelezés vagy közösségi hitelezés) a legtágabb értelemben a személyek („egyenrangú felek”) között közvetlenül, hagyományos pénzintézet közvetítése nélkül létrejövő pénzügyi tranzakciók egy fajtája. Elsősorban hitelezés és kölcsönfelvétel, de más, ennél bonyolultabb tranzakciókat is elősegíthet. Lásd még disintermediation - a pénzügyi közvetítőtőktől való elfordulás. A közösségi kölcsön megjelenését az internet tette lehetővé, ahol két fő változatával találkozunk: az „online piactér” és a „családi-baráti” modellel.
A közösségi kölcsön piaci modellje lehetővé teszi, hogy az egyes hitelnyújtók és kölcsönfelvevők az interneten egymásra találjanak. Ez a modell egy árveréshez hasonló folyamatban köti össze a hitelezőket a kölcsönfelvevőkkel: legalacsonyabb kamatot felszámítani hajlandó hitelező „nyeri el” a kölcsönfelvevő kölcsönkérelmét. 
A „családi-baráti” modellből kimaradhat az árverési folyamat: itt olyan hitelezőkről és kölcsönfelvevőkről van szó, akik már eleve ismerik egymást, mintha két (vagy több) barát vagy kolléga tenné hivatalossá a személyi kölcsönt. A piaci modell fő előnye az egymásra találás elősegítésében rejlik, míg a családi-baráti modell az online együttműködésre, a kölcsönök hivatalossá tételére és az adósságszolgálatra helyezi a hangsúlyt. 
A hitelintézetek hagyományosan az ügyletek mértékéből és a diverzifikációból húznak hasznot. Azzal, hogy közös alapba helyezik a rendelkezésükre álló pénzmennyiséget és aztán kihelyezik azt, bármelyik egyedi vissza nemfizetés hatása elenyészővé válik, tekintettel arra, hogy az adósságok óriási többségét időben fizetik vissza. A hagyományos modell negatívuma, hogy megnövelte a tranzakciós költségeket és az egyenletből kivonta a személyességet és a közösségi lojalitást.
A személyközi hitelezés modelljei igyekeznek visszaépíteni azokat a társadalmi komponenseket, amelyek elvesztek a hagyományos, központosított banki modellekből, miközben fenntartják a diverzifikáció vegyes, mennyiségi és minőségi egyensúlyát, szemben az intézményes hitelezésnél meglévő, kizárólag mennyiségi diverzifikációval. Ezek a modellek igyekeznek kihasználni azt is, hogy elsősorban online vállalkozások lévén, nagyon alacsonyak az állandó költségeik, szemben a hagyományos banki hitelezési modellekhez hozzá tartozó magas infrastrukturális költségekkel (például a bankfiókok fizikai fenntartása). Ezek a halmozódó megtakarítások szolgálhatják a vételi/eladási árfolyam különbözetének a szűkítését. Előfordul például, hogy egy bank betéteseinek mindössze 1%-os megtérülést kínál, miközben ugyanezen ügyfelei pénzét (a betéteket) sokkal magasabb kamattal helyezi ki, és közben bezsebeli a különbözetet. A személyközi hitelezés igyekszik korrigálni a hatékonyságnak ezt a hiányát, és egy olyan „méltányos ciklust” létrehozni, amely lehetővé teszi azoknak, akiknek van pénzük, hogy nagyobb megtérülést érjenek el, miközben előnyösebb kamatfeltételeket kínál azoknak, akiknek pénzre van szükségük azzal, hogy az egyenletből kivonja a bankot. 
A közösségi kölcsön lehetővé teszi az egyes résztvevők számára, hogy közvetlenül ellenőrzésük alatt tartsák tőkéjük elosztását szemben a hagyományos banki hitelezési modellel, amely minden pénzeszközt egy alapba tesz és ezáltal teljesen kirekeszti azokat az egyéneket, akiké a pénz valójában, abból a döntéshozatali folyamatból, hogy az ő pénzüket ki vehesse kölcsönbe, mennyi időre és milyen kamat- és egyéb feltételek mellett.
A community lending a személyközi hitelezés egyik formája, csoporton belüli „sokan egynek” és „egy sokaknak” hitelstruktúrával. Elméleti alapja az az elgondolás, hogy a már meglévő interperszonális kapcsolatok vagy a tranzakciókban résztvevők közötti fennálló más társadalmi kapcsolatok elősegítik a nagyobb pénzügyi felelősséget, és ezáltal a jobb visszafizetési arányt. Hasonló, kölcsönös hitelezési rendszereket gyakran és sikerrel alkalmaznak a fejlődő országok mikrofinanszírozási intézetei. Például, a mikrofinanszírozási intézet nyújthat kölcsönt olyan személynek, aki tagja valamilyen kis helyi csoportnak, és előírhatja a hitelmegállapodásban, hogy a kölcsönfelvevő „társadalmi csoportja” közvetlenül felel a kölcsön visszafizetéséért (hasonlóan az „adóstárshoz”), vagy közvetve felel érte. Azaz az egész csoport szembesülhet olyan következményekkel, mint nehezebb hozzáférés a hitelekhez a későbbiekben, vagy magasabb jövőbeni kamatok, ha a csoport valamelyik tagja nem fizeti vissza a kölcsönt. Az elv az ilyen jellegű tranzakció mögött az, hogy jobb a kockázatot megosztani egymással „kapcsolatban álló” emberek kis csoportjában, mint egyetlen kölcsönfelvevőnek hitelezni, mert így a kölcsönfelvevő közvetlen közössége vagy „társadalmi csoportja” pozitív hatást gyakorolhat a visszafizetés érdekében akár a kölcsönfelvevő kölcsönösségen alapuló (közösségi) támogatása, akár a társadalmi nyomásgyakorlás révén. A közösségi hitelezés azonban szigorúan „csak” akkor működik, ha egy adott közösség tagjai között jön létre a hitelezés és kölcsönfelvétel (valamilyen bejegyzett intézménynek a tranzakció egyik oldalán való részvétele nélkül - bár lehet azzal érvelni, hogy bizonyos módon ez a modell a meglévő társadalmi csoportok „bejegyzését” szolgálja). 
2005-ben a kihelyezett személyközi kölcsönök összege 118 millió dollár volt. 2006-ban ez az összeg már 269 millió dollár volt, 2007-ben elérte a 647 millió dollárt. 2010-re az előrejelzések szerint az ilyen hitelek összege elérheti az 5,8 milliárd dollárt.

## A bankok kialakulása
Hagyományosan nem létezett olyan fogalom, hogy bank vagy pénzintézet. Az emberek egymásnak adtak kölcsönt, illetve voltak a gazdag kölcsönt adók, akik pénzt kölcsönöztek a rászorulóknak.
A kereskedelem és az üzleti élet fejlődésével a társadalom kialakította azokat az intézményeket, amelyek a hitelezők és a kölcsönfelvevők között közvetítőként járnak el. 
Előnyök
- A hitelezők fix megtérüléshez jutnak
- A kockázatkezelés a pénzintézetek dolga
- A kölcsönfelvevők – pénzügyi erejük alapján – fedezet mellett vagy anélkül juthatnak hitelhez ezektől a pénzintézetektől.
- A közvetítő intézmények nyeresége a méretgazdaságosságra és a hitel- és betéti kamatok közti különbségre épül.

Idővel ennek a modellnek a hátrányai is kialakultak:
- Sok pénzintézet megbukott és a hitelezők és a betétesek elveszítették tőkéjüket az ilyen intézetek kockázatkezelési hiányosságai miatt. Ez annak ellenére is megtörtént, hogy az egyes országok központi bankjai szabályozzák ezeket az intézeteket.

- A központi bankok erre betétgarancia-rendszereket kezdtek el kidolgozni; az ilyen fedezet azonban meglehetősen kevés volt a kisbetétesek számára, míg a nagybetétesek a bankok biztosíték nélküli hitelezőivé váltak. Így, ha a bank csődbe ment, a betétesek csak a maradványpénzeket kaphatták meg, egyenlő mértékben.

- A hatékonyság hiánya akkor kezdett fokozódni, amikor a központi bankok az államháztartási hiány finanszírozására kezdték használni ezeket a pénzintézeteket. A bankok számára előírták, hogy tartsanak készpénzt, illetve a náluk elhelyezett betétek meghatározott százalékát fektessék a hitelezésnél alacsonyabb megtérülést biztosító állampapírokba.

A közvetítők az alábbiak miatt számítanak fel kamatkülönbözetet:
- Hitelezési kockázat
- Kockázatkezelés költségei
- Működési költségek
- Működési kockázat
- A közvetítők nyeresége.

Új alternatívák
- Közösségi banki működésmód

## A közvetítőktől való elfordulás
Az internetes technológiák fejlődésével új üzleti modellek alakultak ki, hogy eltávolítsák az olyan közvetítőket, mint 
- Munkaügyi portálok - ahol a munkavállalók és a munkaadók jönnek össze
- Aukciós portálok - ahol az eladók és a vevők találnak egymásra

Ezeknek egy természetes kiterjesztése volt a közösségi vagy személyközi kölcsön, másképpen P2P hitelezés. Elvben, a P2P hitelezés területén két modell alakult ki: a biztosítékkal, vagy anélkül történő P2P hitelezés.

## Személyközi hitelezés biztosítékkal
Ebben a modellben a hitelező a kölcsönfelvevő által nyújtott biztosíték erőssége ellenében ad pénzt a kölcsönfelvevőnek. Ennek a modellnek az az előnye, hogy a hitelező tőkéje és annak kamatai a biztosíték realizálható értékének mértékéig biztosítva van. A közvetítőt kiváltó a hitelező és a kölcsönfelvevő között kialkudott feltételek szerint biztosítja a kockázatkezelést. 

## Személyközi hitelezés biztosíték nélkül
Ebben a modellben a hitelező a kölcsönfelvevő hitelminősítése alapján ad pénzt a kölcsönfelvevőnek. A hitelező a tőkeösszeget és annak kamatait kockáztatja, ha a kölcsönfelvevő nem fizet. Erre két változat alakult ki: 
Hitelezés alkalmi csoportnak - a hitelező a pénzt hasonló hitelminősítésű kölcsönfelvevők alkalmi csoportjához helyezi ki. Ebben a modellben a hitelező tőke- és kamatkockázata az alkalmi csoportban nem fizetőkhöz kötődik, így ez a kockázat lényegesen csökken. Lásd például Zopa vagy Lending Club.
 Közvetlen hitelezés - a hitelező a kölcsönfelvevő hitelminősítése alapján ad kölcsönt. Ebben a modellben a hitelező tőke- és kamatkockázata abban áll, hogy a kölcsönfelvevő esetleg nem tudja a hitelt visszafizetni. Lásd Kiva, The Open Source Science Project, Prosper vagy Loanio például.

## Társaságok

### Magyarország
- noba Archiválva 2008. november 5-i dátummal a Wayback Machine-ben - első magyar P2P hitelezési platform. Baráti és karitatív kölcsönök is. Indulás 2009 március, 2013 óta nem biztosít szolgáltatást

### Észak-Amerika
- Fynanz - (USA) P2P finanszírozás diákhitelekre.
- Lending Club - (US) P2P hitelezőket és kölcsönfelvevőket a társadalmi kapcsolataik hozzák össze.
- Loanio Archiválva 2008. szeptember 22-i dátummal a Wayback Machine-ben - (USA) P2P hitelezési és kölcsönfelvételi platform, kölcsönfelvevő-igazoló szolgáltatásokkal.
- Prosper - (US) Amerika első P2P hitelezési/kölcsönfelvételi aukciós piaca.
- The Open Source Science Project - (US) Amerika első kutatási mikrofinanszírozási platformja.
- Virgin Money - (US) Személyközi hitelezés meglévő kapcsolatok alapján.
- Zopa USA Archiválva 2008. november 20-i dátummal a Wayback Machine-ben - (US) Jelenleg szünetel, de a Zopa garantált letéti jegyeket kínál a hitelezőknek és kölcsönöket a kölcsönfelvevőknek.

### Európa
- Monetto - (Lengyelország) Lengyel P2P hitelezési platform
- Kokos - (Lengyelország) Az első lengyel P2P hitelezési platform
- Finansowo - (Lengyelország) Lengyel P2P hitelezési platform
- Loanland - (Svédország) Svédország első P2P hitelezési társasága.
- Friendsclear - francia P2P hitelezési platform
- Pretp2p - (Franciaország) Franciaország második és legnagyobb P2P hitelezési platformja.
- smava - Németország első P2P hitelezési/kölcsönfelvételi piaca.
- Zopa[halott link] - (Egyesült Királyság) Az Egyesült Királyságban a Zopa a közvetlen személyközi modellt alkalmazza.
- isePankur - Észtország első P2P hitelezési platformja

### Ázsia
- dhanaX - (India) India első online/offline P2P hitelezési/kölcsönfelvételi piaca.
- maneo[halott link] - (Japán) Az első P2P hitelezési platform Japánban.
- PPDai - Kína első P2P hitelezési platformja.
- Wokai - (Kína) az internet segítségével hozza létre a kapcsolatot a hitelezők és a helyi ügynökök között, kisvállalkozások létrehozása érdekében
- Oneclick.com - (Koreai Köztársaság) P2P hitelezési/kölcsönfelvételi piac Koreában.

### Ausztrália
- Fosik - (AUS) Személyközi hitelezési szolgáltatás, amely csináld magad kölcsönöket nyújt és hitelpiacot indít Ausztráliában
- iGrin - (AUS) Internet Group Invester Network

### Nemzetközi
- Kiva - A világ első személyközi mikrohitel honlapja, amelyen keresztül magánszemélyek közvetlenül nyújtanak hitelt egyes vállalkozóknak a fejlődő világban.
- United Prosperity - A világ első személyközi hitelgarancia honlapja. Magánszemélyeknek segít a globális szegénység elleni harcban, miközben megsokszorozza a befektetett összeg hatását.

## Külső hivatkozások
- Avoiding the Pitfalls of Family Borrowing, National Public Radio
- Peer-to-Peer Banking, Business 2.0
- Peer Banking, ABC News
- Time Magazine on Peer-To-Peer Lending Archiválva 2008. október 25-i dátummal a Wayback Machine-ben - Feb 29th article on the rise of peer-to-peer lending
- James Alexander of Zopa on peer-to-peer lending

## Fordítás
Ez a szócikk részben vagy egészben  a   Person-to-person lending című angol Wikipédia-szócikk fordításán alapul.  Az eredeti cikk szerkesztőit annak laptörténete sorolja fel. Ez a jelzés csupán a megfogalmazás eredetét és a szerzői jogokat jelzi, nem szolgál a cikkben szereplő információk forrásmegjelöléseként.